# Virgin Missing Adventures
A Virgin Missing Adventures egy regénysorozat, amit a Virgin Könyvkiadó adott ki a Doctor Who sci-fi sorozathoz, amit 1989-ben felfüggesztettek. A történeteket 1994 és 1997 között adták ki, és az első hat Doktor szerepel benne (a hetedik Doktor csak egy részben jelent meg).
33 kötetet adtak ki belőle. A könyvsorozatot a BBC Books folytatta 2005-ig.

## Könyvek listája
| Sor- szám | Cím                        | Író               | Doktor sorszáma | Útitárs(ak)                                | Kiadás hónapja   |
| --------- | -------------------------- | ----------------- | --------------- | ------------------------------------------ | ---------------- |
| 1.        | Goth Opera                 | Paul Cornell      | 5.              | Tegan és Nyssa                             | 1994. július     |
| 2.        | Evolution                  | John Peel         | 4.              | Sarah Jane Smith                           | 1994. szeptember |
| 3.        | Venusian Lullaby           | Paul Leonard      | 1.              | Ian és Barbara                             | 1994. október    |
| 4.        | The Crystal Bucephalus     | Craig Hinton      | 5.              | Tegan, Turlough és Kamelion                | 1994. november   |
| 5.        | State of Change            | Christopher Bulis | 6.              | Peri                                       | 1994. december   |
| 6.        | The Romance of Crime       | Gareth Roberts    | 4.              | Romana II és K-9                           | 1995. január     |
| 7.        | The Ghosts of N-Space      | Barry Letts       | 3.              | Sarah Jane Smith és a dandártábornok       | 1995. február    |
| 8.        | Time of Your Life          | Steve Lyons       | 6.              | Grant Markham                              | 1995. március    |
| 9.        | Dancing the Code           | Paul Leonard      | 3.              | Jo és az UNIT                              | 1995. április    |
| 10.       | The Menagerie              | Martin Day        | 2.              | Jamie és Zoe                               | 1995. május      |
| 11.       | System Shock               | Justin Richards   | 4.              | Sarah Jane Smith és Harry                  | 1995. június     |
| 12.       | The Sorcerer's Apprentice  | Christopher Bulis | 1.              | Ian, Barbara és Susan                      | 1995. július     |
| 13.       | Invasion of the Cat-People | Gary Russell      | 2.              | Ben és Polly                               | 1995. augusztus  |
| 14.       | Managra                    | Stephen Marley    | 4.              | Sarah Jane Smith                           | 1995. szeptember |
| 15.       | Millennial Rites           | Craig Hinton      | 6.              | Mel                                        | 1995. október    |
| 16.       | The Empire of Glass        | Andy Lane         | 1.              | Steven és Vicki, valamint Irving Braxiatel | 1995. november   |
| 17.       | Lords of the Storm         | David A. McIntee  | 5.              | Turlough                                   | 1995. december   |
| 19.       | The Man in the Velvet Mask | Daniel O'Mahony   | 1.              | Dodo                                       | 1996. február    |
| 20.       | The English Way of Death   | Gareth Roberts    | 4.              | Romana II és K-9                           | 1996. március    |
| 21.       | The Eye of the Giant       | Christopher Bulis | 3.              | Liz Shaw és az UNIT                        | 1996. április    |
| 22.       | The Sands of Time          | Justin Richards   | 5.              | Tegan és Nyssa                             | 1996. május      |
| 23.       | Killing Ground             | Steve Lyons       | 6.              | Grant Markham                              | 1996 június      |
| 24.       | The Scales of Injustice    | Gary Russell      | 3.              | Liz Shaw és az UNIT                        | 1996. július     |
| 25.       | The Shadow of Weng-Chiang  | David A. McIntee  | 4.              | Romana és K-9                              | 1996. augusztus  |
| 26.       | Twilight of the Gods       | Christopher Bulis | 2.              | Jamie és Victoria                          | 1996. szeptember |
| 27.       | Speed of Flight            | Paul Leonard      | 3.              | Jo és Mike Yates                           | 1996. október    |
| 28.       | The Plotters               | Gareth Roberts    | 1.              | Ian, Barbara és Vicki                      | 1996. november   |
| 29.       | Cold Fusion                | Lance Parkin      | 5. és 7.        | Adric, Nyssa, Tegan, Roz és Chris          | 1996. december   |
| 30.       | Burning Heart              | Dave Stone        | 6.              | Peri                                       | 1997. január     |
| 31.       | A Device of Death          | Christopher Bulis | 4.              | Sarah Jane Smith és Harry                  | 1997. február    |
| 32.       | The Dark Path              | David A. McIntee  | 2.              | Jamie és Victoria                          | 1997. március    |
| 33.       | The Well-Mannered War      | Gareth Roberts    | 4.              | Romana és K-9                              | 1997. április    |

Könyvfeldolgozás:
| Sor- szám | Cím      | Író        | Főszereplők                                    | Kiadás hónapja |
| --------- | -------- | ---------- | ---------------------------------------------- | -------------- |
| 18.       | Downtime | Marc Platt | a dandártábornok, Sarah Jane Smith és Victoria | 1996. január   |

### Doktorok megjelenések szerint
| Doktor sorszáma | Megjelenések száma |
| --------------- | ------------------ |
| Első            | 5                  |
| Második         | 5                  |
| Harmadik        | 6                  |
| Negyedik        | 9                  |
| Ötödik          | 5                  |
| Hatodik         | 5                  |
| Hetedik         | 1                  |

## Fordítás
- Ez a szócikk részben vagy egészben  a   Virgin_Missing_Adventures című angol Wikipédia-szócikk fordításán alapul.  Az eredeti cikk szerkesztőit annak laptörténete sorolja fel. Ez a jelzés csupán a megfogalmazás eredetét és a szerzői jogokat jelzi, nem szolgál a cikkben szereplő információk forrásmegjelöléseként.